# Bergman & Beving
Bergman & Beving är ett svenskt industrihandelsbolag.
Bolaget startades av ingenjörerna Arvid Bergman och Fritz Beving 1906 för att importera tekniska produkter och skrev som affärsidé "Agenturer och import av tekniskt avancerade industrikapitalvaror till svensk industri". 1920 breddades sortimentet med mätinstrument för forskning och elektronik.
1936 ombildades bolaget från handelsbolag till aktiebolag. 1947 drog sig Bergman och Beving tillbaka från det operativa arbetet och Knut Stenberg utsågs till verkställande direktör.
Bergman & Beving noterades på Stockholmsbörsen den 15 november 1976 om omsatte då cirka 150 miljoner kr per år och hade drygt 200 anställda.
1994 förvades handelskoncernen Engros AB Ferro, som hade dotterbolagen Luna, Essve och Järnia. Denna del blev kvar i Bergman & Beving när Addtech och Lagercrantz Group bröts ur koncernen 2001 och börsnoterades.
2002 beslutades att den del som kvarstod inom Bergman & Beving skulle renodlas med inriktning mot verktyg och förnödenheter som verktyg, maskiner, skyddsutrustning, industrikomponenter för lagring, tätning, transmission och automation till industri-, bygg- och fastighetsbolag. 2003 etablerades Tools som Nordens största kedja för återförsäljare av industriförnödenheter. 2007 bytte Bergman & Beving namn till B&B Tools.
B&B Tools delades 2017 upp de i de två separata börsnoterade bolagen Bergman & Beving och Momentum Group.